# 西尔毛尔
西尔毛尔（Sirmaur），是印度中央邦Rewa县的一个城镇。总人口10938（2001年）。

## 人口
该地2001年总人口10938人，其中男性5887人，女性5051人；0—6岁人口1695人，其中男907人，女788人；识字率60.44%，其中男性为70.34%，女性为48.90%。